# Charles Richard-Hamelin
Charles Richard-Hamelin (* 17. Juli 1989 in Lanaudière) ist ein kanadischer Pianist.

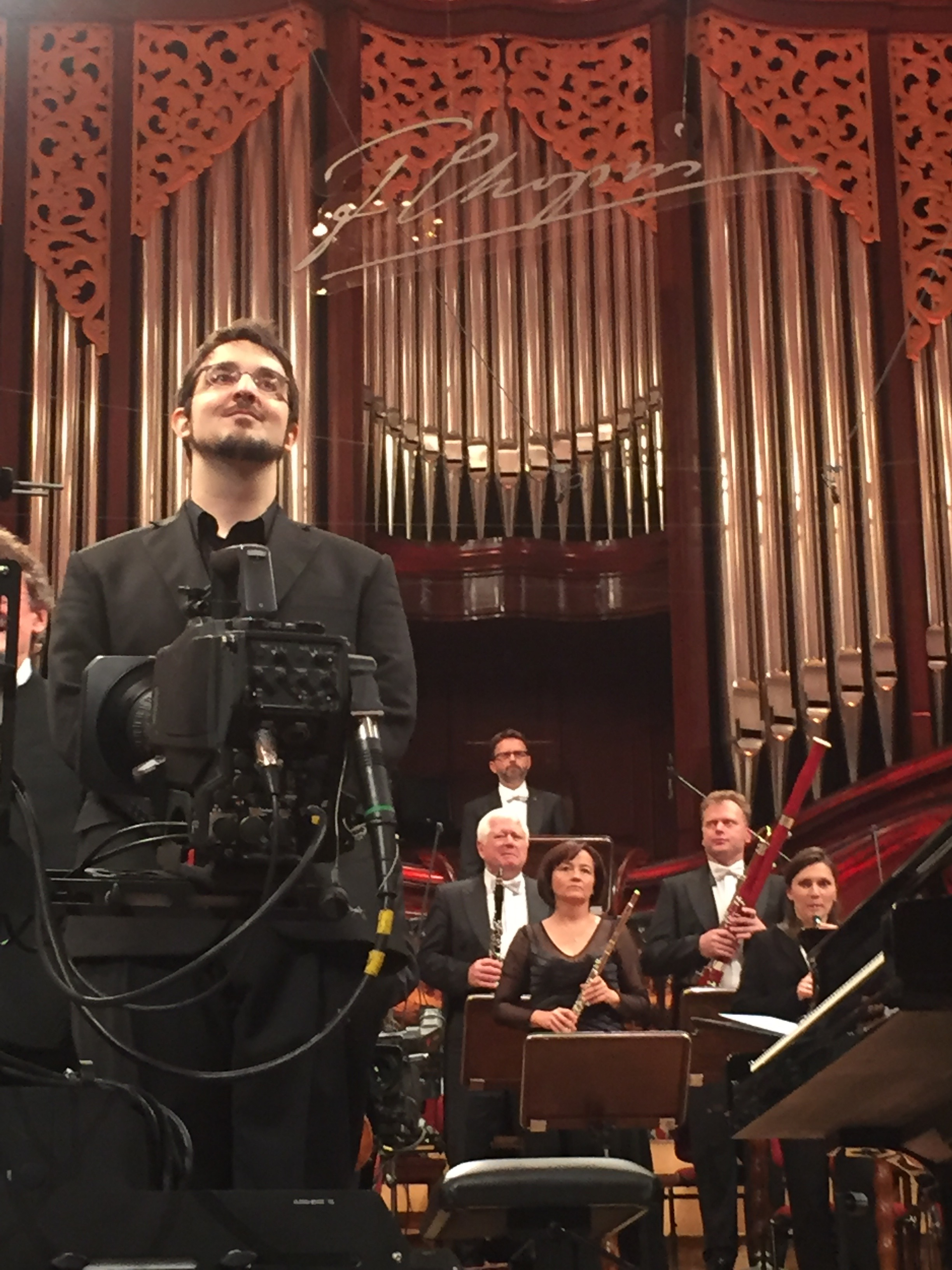
Charles Richard-Hamelin, 2. Platz beim Internationalen Chopin-Wettbewerb 2015

## Leben
Charles Richard-Hamelin wurde 1989 in Lanaudière geboren. Er besuchte die McGill University, die er 2011 mit einem Bachelor abschloss. Anschließend absolvierte er ein Masters-Studium an der Yale School of Music. Beim Internationalen Chopin-Wettbewerb 2015 in Warschau gewann Richard-Hamelin den zweiten Preis.
2016 erhielt er den Choquette-Symcox Award der JM Canada Foundation und der Jeunesses Musicales Canada, verbunden mit einem Exzellenz-Stipendium in Höhe von 5.000 Dollar.